# Rib Lake, Wisconsin (village)
Rib Lake är en ort (village) i Taylor County, Wisconsin, USA. Orten omges på alla sidor av kommunen Rib Lake (som den inte ingår i). 